# Lü (cesarzowa)
Lü (chiń. 呂皇后; zm. ok. 180 p.n.e.) – żona cesarza Chin Liu Honga.
Lü pochodziła z możnego chińskiego rodu Lü – jej ojcem był Lü Chan, prabratanek wielkiej cesarzowej wdowy Lü Zhi, która była prawdziwą władczynią imperium chińskiego, tak że jej wnuk Liu Hong był tylko tytularnym cesarzem. Lü została jego żoną w 180 roku p.n.e. na kilka dni przed śmiercią swojej ciotecznej praprababki.
Klan Lü został wówczas obalony i stracono wszystkich jego członków, również cesarz Liu Hong stracił władzę i życie. Historycy dają do zrozumienia, że również cesarzowa została zabita, choć jej los nie jest dokładnie wyjaśniony. Możliwe że żyła jeszcze w wiele lat zamknięta w którymś z cesarskich pałaców.